# Never Forget You (Noisettes)
Never Forget You è un singolo del gruppo musicale britannico Noisettes, pubblicato il 21 giugno 2009 come terzo estratto dal secondo album in studio Wild Young Hearts.

## Descrizione
Il singolo è stato scritto e prodotto dal gruppo stesso.

## Promozione
Il brano è stato utilizzato in un episodio di One Tree Hill e, a partire dal febbraio 2010, nella campagna pubblicitaria televisiva italiana della Vodafone.

## Tracce
Digital download
1. Never Forget You
2. Never Forget You (FP remix)
3. When You Were Young (Radio 1 Live Lounge)
4. Never Forget You (video)

## Classifiche
| Classifica (2009) | Posizione più alta |
| ----------------- | ------------------ |
| Europa            | 62                 |
| Ungheria          | 6                  |
| Irlanda           | 24                 |
| Svizzera          | 73                 |
| Regno Unito       | 18                 |